# Crossandra massaica
Crossandra massaica är en akantusväxtart som beskrevs av Gottfried Wilhelm Johannes Mildbraed. Crossandra massaica ingår i släktet Crossandra och familjen akantusväxter. Inga underarter finns listade i Catalogue of Life.

## Bildgalleri

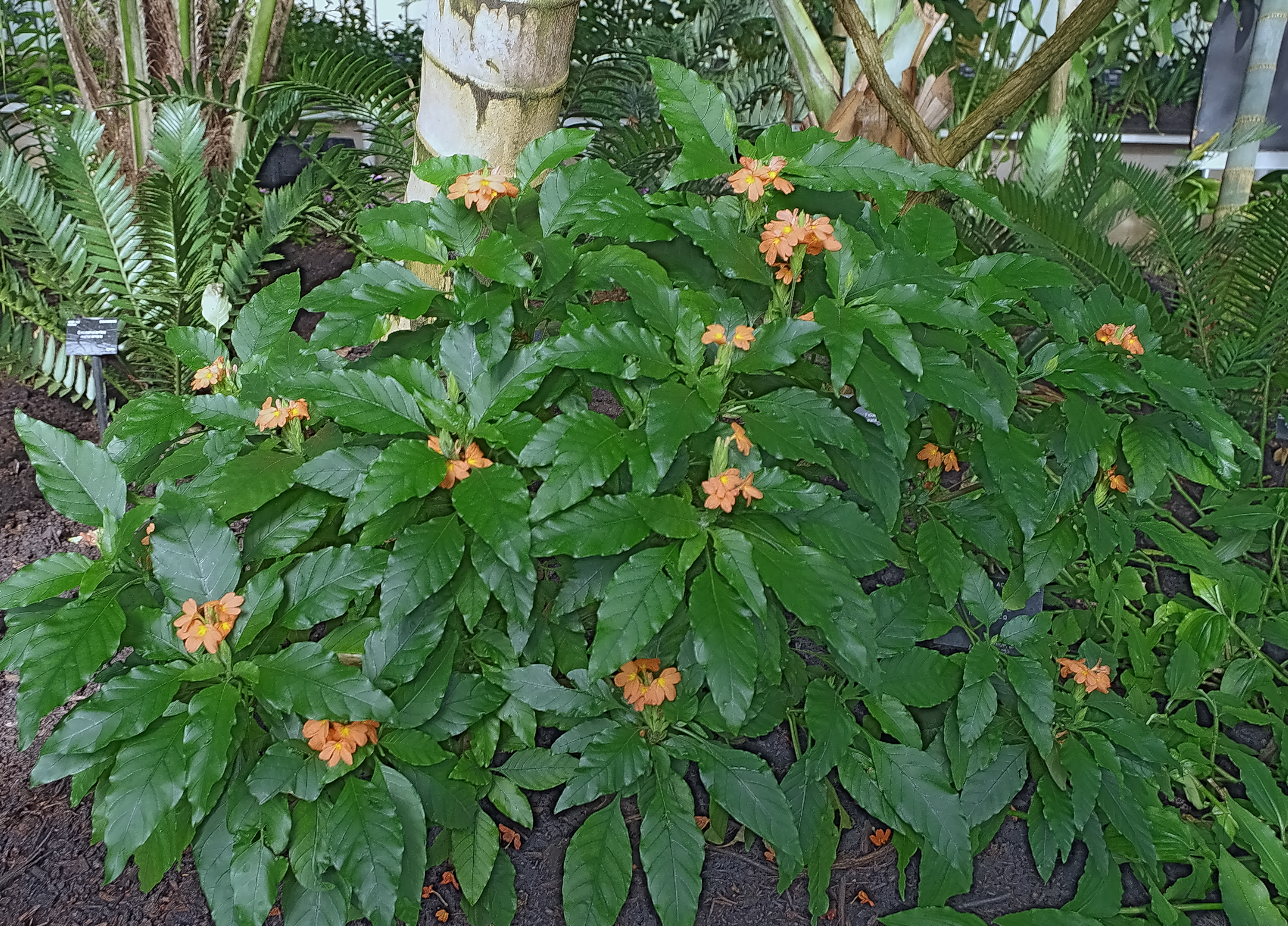